# Język mongorski
Język mongorski, także tu (chiń. 土族语 tǔzúyǔ) – język z rodziny mongolskiej, używany przez mniejszość narodową Tu w Chinach w prowincjach Gansu i Qinghai.
Jest najbardziej zbliżony do języków bao’an, dongxiang i mongolskiego. Wyróżnia się dwa główne, słabo wzajemnie zrozumiałe dialekty: huzhu (na północy, ok. 60 tys. użytkowników) i minhe (w płd. części terytorium, ok. 30 tys.). Ethnologue podaje dla huzhu (inne nazwy: mongghul, halchighol, naringhol) – 50 tys., a dla minhe (mangghuer) – 25 tys. użytkowników. Wyróżnia też poddialekty huzhu: halchi, naringhol, karlong (18 tys. użytkowników) i określa mongorski jako najbardziej zróżnicowany z języków mongolskich.
Większość użytkowników jest dwujęzyczna, zazwyczaj posługują się językiem chińskim lub tybetańskim. Większa umiejętność pisania w drugich językach (77%), niż w mongorskim (zaledwie ok. 200 użytkowników; czytać umie ok. 2000); język zapisywany jest alfabetem łacińskim, pismem opartym o pinyin. Ok. 30 tys. Tu całkowicie zarzuciło użycie mongorskiego i używa wyłącznie chińskiego.
S. Godziński podaje dla mongorskiego liczbę 204 tys. użytkowników.
Mongorski ma szyk SOV (podmiot-dopełnienie-orzeczenie; kolejność rozróżnia podmiot i dopełnienie bliższe), czasowniki mogą mieć 3–4 przyrostki; rodzaje oznaczane przez wyrażenia przyimkowe.